# Eat the Rich
Eat the Rich, auch als Reichtum ist Geschmackssache bekannt, ist ein britischer Spielfilm aus dem Jahr 1987. Regie führte Peter Richardson, der gemeinsam mit Pete Richens auch das Drehbuch verfasste. Der Film handelt von einem gestressten Kellner, dem britischen Innenminister, sowjetischen Agenten und einem Nobelrestaurant.

## Handlung
Alex ist Kellner im Nobelrestaurant Bastards. Er ist schwarz, schwul, ungeschickt und nervig. Als er mit seinem beliebteren Arbeitskollegen Mark vor den Gästen einen Streit hat, wird Alex gefeuert. Er schließt sich mit einigen anderen „Freaks“ zusammen, um eine Revolution gegen das System zu starten. Sein Ziel ist es, sich an seinen Peinigern, den Mitarbeitern und Gästen des Bastards, zu rächen. Er stürmt mit seinen neuen Freunden das Bastards und tötet die Angestellten und Gäste. Diese verarbeiten er und seine Kollegen zu Essen für die nächsten Gäste.
Das Bastards wird in Eat the Rich umbenannt und scheint weiterhin als Nobelrestaurant zu laufen. Die Gäste halten es für den letzten Schrei, da sie dort beschimpft und erniedrigt werden und (angeblich) Menschenfleisch serviert bekommen. Die Gäste halten das Ganze für einen ausgefallenen Marketing-Gag.
In der Nebenhandlung wird die Geschichte von Nosher Powell, dem proletenhaften Innenminister im Wahlkampf, seiner verwöhnten Frau und Commander Fortune, einem KGB-Agenten, der zusammen mit dem Rockmusiker Spider Waffen an Terroristen verkauft, erzählt.

## Hintergründe
Unter den Darstellern finden sich viele bekannte Rock-Musiker, unter anderem der Sänger und Bassist der Band Motörhead, Lemmy Kilmister, als Spider. Die Band selbst hat einen Gastauftritt im Film und veröffentlichte im gleichen Jahr den Song Eat the Rich auf dem Album Rock ’n’ Roll. Ebenfalls einen Auftritt hat Shane MacGowan, Frontmann der Folk-Punk-Band The Pogues, als Trivial Pursuit spielender Terrorist. Dazu kommen Paul McCartney, Bill Wyman, Hugh Cornwell und Wendy O. Williams. Der Name des Restaurants ist eine Anspielung auf die Band Motörhead, die ursprünglich den Namen Bastards tragen sollte.
Nosher Powell war in seiner aktiven Zeit Profiboxer und Stuntman in Großbritannien und parodiert mit der gleichnamigen Filmfigur sein eigenes Draufgänger-Image. Darüber hinaus wird die Filmrolle durch einen politischen Habitus ergänzt, der sich offenkundig auf den erzkonservativen britischen Politiker Enoch Powell bezieht, dessen Äußerungen zur Einwanderung (wie z. B. seine „Ströme von Blut“-Rede) eine stark polarisierende Wirkung entfalteten, die bis heute anhält.

### Filmtitel
Der (hier ins Englische übersetzte) Ausspruch „When the people shall have no more to eat, they will eat the rich!“ stammt von Jean-Jacques Rousseau. Er findet bis in die Gegenwart, z. B. auf Transparenten bei Demonstrationen, Verwendung.

## Kritiken
„Grelle Groteske mit nur wenigen überzeugenden Attacken auf tatsächliche Mißstände, die sich durch ihre schrillen Rundumschläge ins Abseits stellt. Selbst Freunde des krudesten britischen Humors dürften nur beschränkt auf ihre Kosten kommen, zumal die lärmende Musik die Nerven zusätzlich strapaziert.“

„Wenn das Land vor der Pleite steht, kommen die Geldsäcke auf den Teller. Ein wunderschöner Klassiker des britischen Anarcho-Humors, von dem ich mir bei der täglichen, wenig erbaulichen Lektüre der Wirtschaftsnachrichten wünsche, er möge ehebaldigst Realität werden.“